# Bayerischer Soldatenbund
Der Bayerische Soldatenbund 1874 e. V. (BSB) ist mit seinen in über 1.000 korporativ angeschlossenen Ortskameradschaften und Ortsvereinen Bayerns organisierten mehr als 60.000 Mitgliedern (Reservisten der Bundeswehr und ehemaligen Soldaten der Wehrmacht und der Bundeswehr), eine der größeren Gemeinschaften ehemaliger Soldaten in Deutschland und eine Interessengemeinschaft Gleichgesinnter. Sie hat sich dem Gemeinnutz, der Überparteilichkeit und dem Wohle des Deutschen Volkes und Bayerns verpflichtet. Präsident des Vereins ist derzeit Oberst a. D. Richard Drexl.

## Tradition
Der Verein ist als Nachfolgeorganisation des Königlich Bayerischen Kriegerbundes 1874 in dessen Tradition verwurzelt, zugleich aber als der anerkannte Landes-Soldatenverband Bayerns auf die heutige Zeit und auf die Zukunft gerichtet. Ebenfalls ist der Bayerische Soldatenbund 1874 e. V. die Nachfolgeorganisation des Deutschen Soldaten- und Kameradschaftsbundes (DSKB). Der Bayerische Soldatenbund 1874 e. V. führt den Wahlspruch der Königlich-Bayerischen Armee In Treue fest! als Gruß und Wahlspruch.

## Ziele
Die satzungsgemäßen Ziele des Vereins sind das aktives Eintreten für Staat, Heimat und Vaterland, die Wahrung des Andenkens der Gefallenen, das Eintreten für die Ehre der deutschen Soldaten, die Förderung der Wehrbereitschaft, die solidarische Unterstützung der Bundeswehr sowie der Erhalt und die Pflege militärischer Tugenden und Traditionen.

## Gliederung
Der Landesverband – mit Sitz in München – ist ein eingetragener gemeinnütziger Verein; die Bezirks- und Kreisverbände sind Organe des Landesverbandes. Der BSB ist in allen Regierungsbezirken und fast allen Landkreisen bzw. kreisfreien Städten des Freistaates Bayern vertreten. Mehr als 1.000 selbständige eingetragene Vereine und Kameradschaften auf Ortsebene mit insgesamt über 60.000 Mitgliedern sind dem BSB korporativ angeschlossen. Damit wirkt in nahezu der Hälfte der etwa 2.050 Gemeinden Bayerns ein Verein des BSB. Vereine und Kameradschaften des BSB findet man aber auch in anderen Bundesländern.

## Organe
Organe des BSB sind die Landesversammlung, das Präsidium, der Vorstand, das Schiedsgericht und die Untergliederungen auf Bezirks- und Kreisebene.

## Liste der Präsidenten
- Reinhard d'Haibé 1875–1875
- Max Puchpeckh 1875–1887
- Johann Heilmann 1887–1888
- Karl von Gropper 1888–1895
- Gustav von Waagen 1895–1904
- Ludwig von Winneberger 1904–1919
- Oskar Reuter 1919–1930
- Jakob Ritter von Danner 1930–1932
- Albert Ritter von Beckh 1932–1937 (vermutlich)
- 1953–1963 überschneidende Präsidentenschaften in Vorgängerorganisationen durch: Dietrich Freiherr von Stetten, August Wittmann, Otto Stapf und Christian Philipp
- Franz Sponheimer 1964–1966
- Friedrich Übelhack 1969–1973
- Rudolf Koch-Erpach 1973–1983
- Horst Siegel 1983–1996
- Winfried Benner 1996–2000
- Jürgen Reichardt 2000–2014
- Richard Drexl seit 2014

## Sozialwerk
Der BSB betreibt ein eigenes Sozialwerk. Es ist als gemeinnützig und mildtätig anerkannt und bietet auf Antrag finanzielle Hilfe zur persönlichen Unterstützung bedürftiger und in Not geratener Kameraden und ihrer Angehörigen. Ebenso zur Erhaltung und Pflege von Denkmälern für die Gefallenen sowie zur Erhaltung und Restaurierung von historischen Vereinsfahnen. Durch Kapitalerträge und Spenden ermöglicht, können jährlich rund 30.000 € ausgeschüttet werden.

## Zeitschrift
Der BSB gibt sechsmal jährlich die verbandseigene Zeitschrift treue Kameraden heraus. Schwerpunkt des Magazins sind politische und geschichtliche Beiträge sowie militärisch-, sicherheits- und gesellschaftspolitische Themen. Zudem werden Informationen aus der Bundeswehr und dem Verbandsleben veröffentlicht. Die Auflage beträgt 4.000 Stück, sie erscheint sechsmal im Jahr.